# Coco Austin

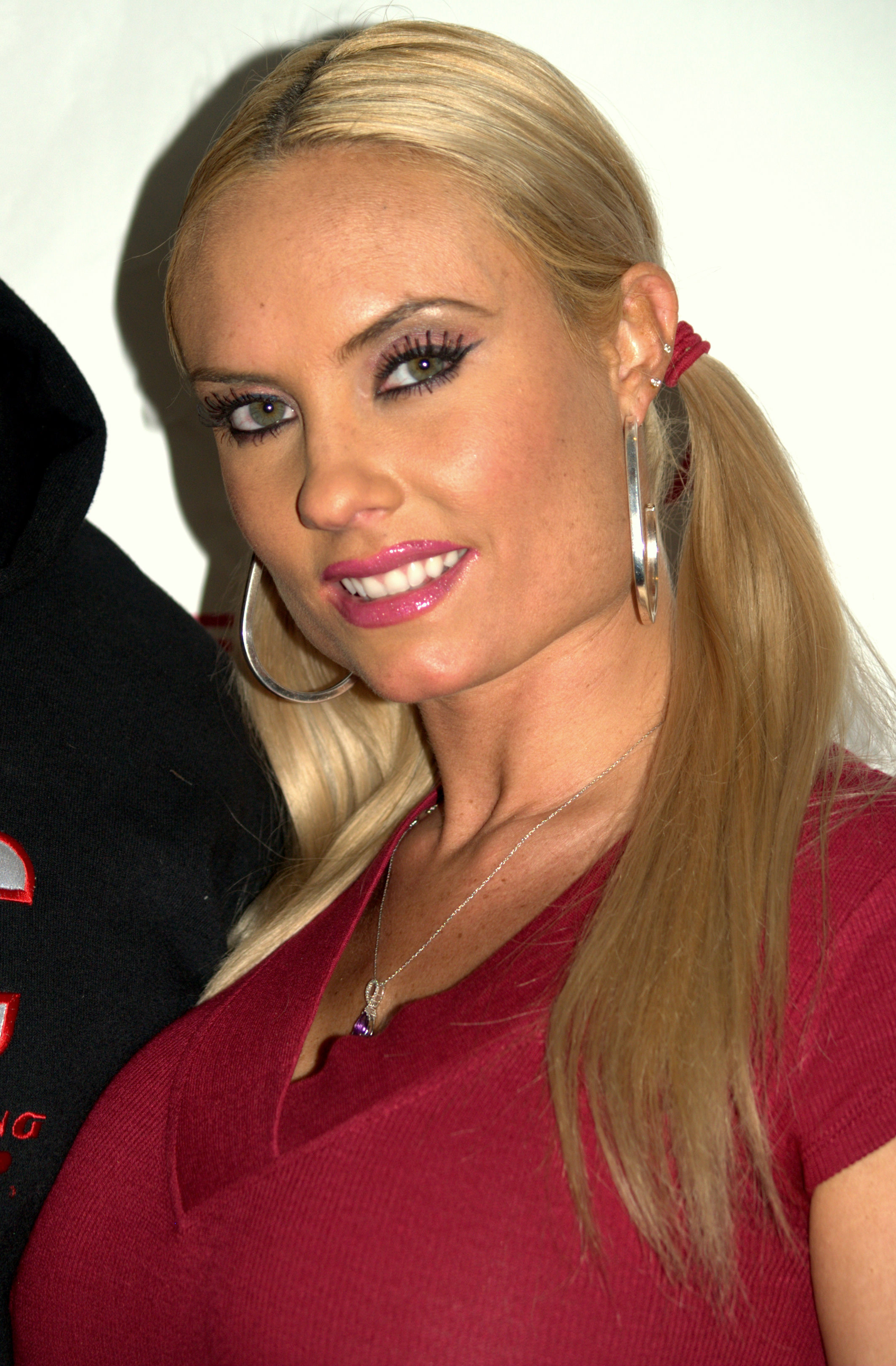
Nicole „Coco“ Austin (2009)

Nicole Natalie „Coco“ Austin (* 17. März 1979 in Palos Verdes, Kalifornien) ist eine US-amerikanische Fernsehpersönlichkeit und Schauspielerin. Bekannt ist sie durch ihre Ehe mit dem Rapper Ice-T.

## Leben

### Karriere
Austins Eltern waren ebenfalls Schauspieler, die sich auf dem Set von Bonanza kennengelernt hatten. Die Familie zog 1989 nach Albuquerque, New Mexico um. Sie hat eine jüngere Schwester und einen jüngeren Bruder.
Austin tanzte Jazz, Stepptanz und Ballett im Alter von sechs Jahren und wurde von ihrer Mutter frühzeitig auf die Theaterbühne vorbereitet. Sie war bei zahlreichen Produktionen des Alt Theater in Albuquerque beteiligt. Danach wirkte sie als Model und nahm an mehreren Wettbewerben teil. Mit 14 Jahren gewann sie den Beverly Hills Studio Model Wettbewerb. Hauptpreis war ein 20.000 US-Dollar teures Stipendium für die South Pasadena High School, wo sie ihren späteren Kolleginnen Jessica Alba und Hilary Swank begegnete.
Mit 18 Jahren spezialisierte sich Austin als Model für Bademode und Unterwäsche sowie als Erotikmodel. Sie modelte für Kalender, Kataloge und Videos. 1998 gewann sie die Miss-Ujena-Wahlen in Mexiko. 2001 arbeitete Austin sechs Monate lang für den Playboy, wo sie Veranstaltungen und Partys auf dem Gelände der Playboy Mansion organisierte. Sie spielte in mehreren Filmen mit, darunter Desert Rose (2002), Angel Blade (2002) und The Dirty Monks (2004).

### Privatleben

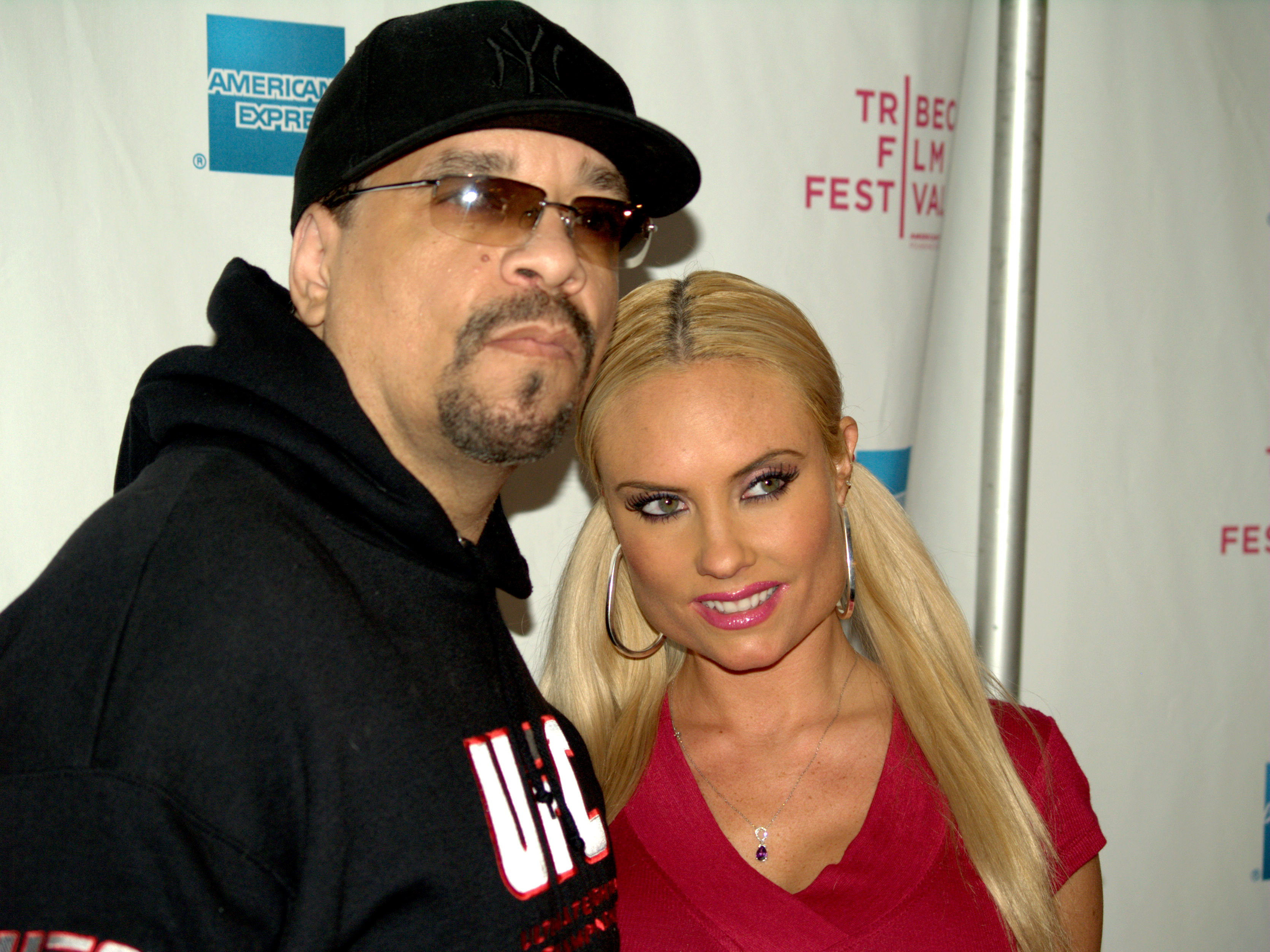
Austin und Ice-T

Anfang 2002 heiratete Austin den Schauspielkollegen und Rapper Ice-T. Sie hatte diverse Auftritte in zahlreichen Fernsehsendungen, wie beispielsweise bei Jamie Kennedy, E! Hip-Hop Wives, Comedy Central Roast von Flavor Flav, The Late Late Show with Craig Ferguson und Law & Order: Special Victims Unit. In der März-Ausgabe 2008 des Playboy-Magazins war sie auf dem Cover zu sehen. Am 28. November 2015 brachte Austin die gemeinsame Tochter zur Welt.

## Filmografie
- 2002: Desert Rose
- 2002: Angel Blade
- 2004: The Dirty Monks
- 2004, 2007, 2012: Law & Order: Special Victims Unit (Fernsehserie, drei Folgen)
- 2006: Copy That (Kurzfilm)
- 2007: BelzerVizion (Kurzfilm)
- 2008: The Jace Hall Show (Fernsehserie, eine Folge)
- 2013: Santorini Blue
- 2014: Denk wie ein Mann 2 (Think Like a Man Too)